# Alaminos (Laguna)
Pour les articles homonymes, voir Alaminos.
Alaminos est une localité de la province de Laguna, aux Philippines. En 2015, elle compte 47 859 habitants.